# Янински еялет
Янинският еялет (на османски турски: ایالت یانیه; Eyālet-i Yānyâ) е административно-териториална единица на Османската империя, формирана през 1670 г. чрез отделяне от Румелийския еялет и просъществувала до 1788 г., когато Али паша Янински сформира от своя Янински санджак със съседния санджак Трикала – Янински пашалък. Седалище на еялета е Янина.
След убийството на Али паша през 1822 г., османската власт в хода на реформите на Махмуд II възстановява съществувалото предходно положение, след което през 1867 г. е създаден Янински вилает.
В средата на 19 век, Янинският еялет включвал четири санджака:
1. Янински санджак
2. Бератски санджак или Авлонски санджак
3. Санджак Аргирокастро
4. Санджак Арта